# 日本公衆衛生学会
一般社団法人日本公衆衛生学会（いっぱんしゃだんほうじんにほんこうしゅうえいせいがっかい、Japanese Society of Public Health）は、1947年（昭和22年）日本に設立された学会であり、会員数8,000人を超える日本のおける公衆衛生の主要学会の一つ。

## 概要
- 設　立　1947年（昭和22年）
- 事務局　〒160-0022東京都新宿区新宿1-29-8　公衛ビル
- 総　会　年1回
- 機関紙　「日本公衆衛生雑誌」（月1回発行）
- 地方会　地方会を持ち、各会において総会を開催している。
- 会　費　年会費：8,000円

## たばこのない社会の実現に向けた行動宣言
たばこ対策の推進を目的として、平成15年10月22日に多田羅浩三理事長（当時）の名で出された。この「行動宣言」は、次の基本方針からなる：
1. 本学会の会員等の禁煙を推進する。
2. 本学会及び本学会関係機関が管理・運営する区域の禁煙を推進する。
3. たばこ産業等との共同研究等は実施しない。
4. たばこ対策に関する実践と研究に関する発表を推進（奨励）する。
5. 学校・地域・職域等の連携により、たばこ対策の実践活動を推進する。